# 달릴라 카르무
달릴라 카르무(Dalila Carmo, 1974년 8월 24일 ~ )는 포르투갈의 배우이다. 2013 소피아상 여우주연상, 2013 포르투갈 골든글로브 여우주연상 수상자이다.

## 출연 작품
- 플로벨라 (2012)
- 쿠에로 서 우마 에스트레라 (2010)